# Джуліус Чемберс
Джуліус Чемберс (англ. Julius Chambers; 21 листопада 1850, Бельфаунтен, Огайо, США — 12 лютого 1920, США) — американський письменник, редактор, журналіст, мандрівник і активіст проти психіатричного насильства.

## Біографія та творчість
Джуліус Чемберс народився в 1850 році в Бельфонтоні, штат Огайо, в сім'ї Джозефа і Сарабелли (уродженої Вокер). Коли йому було всього одинадцять років, він почав працювати помічником друкаря в офісі газети свого дядька. Спочатку він навчався в Весліанському університеті Огайо, а потім в Корнелльському університеті, який він закінчив у 1870 році. В Корнеллі він був співзасновником Літературного товариства Ірвінга в 1869 році. Близько 1880 року, працюючи журналістом, він деякий час читав закон в Філадельфії з Бенджаміном Х. Брюстером, який став генеральним прокурором США в грудні 1881 року і вчився в юридичному факультеті Колумбійського коледжу в Нью-Йорку.

### «Нью-Йорк Трібюн»
Після закінчення Корнелла він став репортером на «Нью-Йорк Трібюн» до 1873 року. 

### Географічне відкриття
Перебуваючи у відпустці по хворобі 4 червня 1872 року Чемберс виявив озеро Елк, що примикає до озера Айтаська в окрузі Клірвотер (округ, Міннесота), в Озерному краї на північному заході штату Міннесота. Він оголосив, що це остаточне походження річки Міссісіпі. Після цього відкриття він був зроблений членом Королівського географічного товариства. Це призвело до серії газетних статей і книги «Річка Міссісіпі і її чудова долина» (1910).

### Журналістські розслідування
Пізніше, в 1872 році, він повернувся на роботу і зробив журналістське розслідування щодо Блумінгдейлского притулку, зробивши самогубство за допомогою деяких своїх друзів і міського редактора. Його метою було отримати інформацію про передбачуване насильство над ув'язненими. Через десять днів його співробітники по проекту звільнили його. Коли на «Трібюн» були опубліковані статті і звіти про його досвід у психлікарні, це призвело до звільнення дванадцяти пацієнтів, що не були психічно хворі, реорганізації персоналу і адміністрації установи і, в кінцевому підсумку, до зміни законів про божевілля. Пізніше це призвело до публікації книги «Божевільний світ і його люди». (1876 г.). З цього часу Чемберса часто запрошували виступити з промовою про права психічно хворих і необхідність створення належних умов для їх розміщення, догляду та лікування.

### New York Herald
У 1873 році він приєднався до штату «Нью-Йорк геральд» і за свої п'ятнадцять років в газеті займав майже всі її редакції. У 1887 році його головний редактор відправив його в Париж, щоб запустити «Paris Herald».

### Світ Нью-Йорка
У 1889 році Чемберс став керуючим редактором «Нью-Йорк ворлд» на запрошення Джозефа Пулітцера, де він залишався до 1891 року.
У 1890 році Пулітцер, Чемберс та ін. були звинувачені в посмертному кримінальному наклепі проти Олександра Т. Стюарта за те, що вони звинуватили його в «похмурому і таємному злочині», як людина, яка «запрошує гостей зустрітися зі своїми коханками за одним столом», і як «пірат океану сухих вантажів». Звинувачення були відхилені судом. Такого роду злочинні дії були поширені в той час, і Пулітцеру і Чемберсу було пред'явлено звинувачення у низці випадків, в деяких з яких вони були виправдані, в інших засуджені.  
Чемберс також написав колонку для «Brooklyn Daily Eagle», починаючи з 1904 року, під назвою «Прогулянки і розмови», яку він продовжував писати до кінця свого життя. 
З 1903 по 1904 рік він продовжував писати статті про подорожі і читав лекції з журналістики в Корнельському університеті, а в 1910 році - в Нью-Йоркському університеті. 
На додаток до своїх художніх творів він опублікував понад сто оповідань і випустив дві п'єси в Нью-Йорку, обидві з яких були комедіями. Його остання книга, посмертно опублікована «Полювання за новинами на трьох континентах» (1921), була загальновизнаним автобіографічним звітом по його кар'єрі, хоча багато глав насправді є злегка переглянутими версіями вигаданих історій, які він писав протягом багатьох років. 

## Особисте життя
Чемберс був одружений двічі. Протягом багатьох років він був членом Lotos Club, Нью-Йорк.

### Книги
- «Божевільний світ і його люди» (1876)
- «Божевільний світ і його мешканці», Семпсон Лоу, Марстон, Сирл і Рівінгтон, Лондон [11]
- «На полях» (1884), історія безнадійного патріота, Форд, Говард і Халберт, Нью-Йорк [12]
- «Четверо закоханих і п'ята дівчина» (1886), історія гір Аллегейні, Портер і Коутс
- «Зниклий» (1896) роман Саргассового моря, Трансатлантична видавнича компанія
- «Щасливий місяць на Ямайці» (1900)
- «Доля Доріс» (1901) Історія подорожей на трьох континентах, видавництво Continental, Нью-Йорк
- «Сім, сім, сім - Місто» (1903), «Казка про телефон» за участю жіночої слідчої місіс Едіт Марчмонт [13]
- «Коли говорили гроші» (1904), серіалізовані в «The Gateway»: (Частина 1)[14], (Частина 2)[15]
- «Бачачи Нью-Йорк» (1908), короткий історичний путівник і сувенір найбільшого міста Америки
- «Книга Нью-Йорка» (1912), Сороклетніе спогади про американський мегаполіс [16]
- «Монреаль» (1915), Старий, Новий, Цікавий, Переконливий, Захоплюючий [17]
- «Новини Полювання на трьох континентах» (1921) Мітчелл Кеннерлі, Нью-Йорк [18]
- «Клуб шахраїв» (1897), Ф. Теннісон Нілі, Нью-Йорк.
- «Бенджамін Норт» [19]
- «Життя однієї жінки»
- Новини полювання на трьох континентах. Видавець: Мітчелл Кеннерлі, Нью-Йорк, 1921
- Роботи Джуліуса Чемберса або про нього в інтернет-архіві

### Статті
- «Лицарство преси» (червень 1891 р.) [20]
- «Маленькі історії журналістики» в «The Reader» (1904) [21]
- «Жінка: лінія прогресу» (1910) в Форумі [22]
- «Чому Німеччина пішла на війну, загальне звернення до расових доктрин професора Фіхте» у «The Gateway», журнал патріотичного служіння, (1918) [23]